# Équipe cycliste GW-Erco Shimano
L'équipe cycliste GW Erco Shimano est une équipe colombienne de cyclisme professionnel sur route. Créée en 1996, elle est dirigée par Gianni Savio jusqu'en 2023. De 2020 à 2022, elle a le statut d'UCI ProTeam. En 2023, elle devient une équipe continentale.
Elle ne doit pas être confondue avec l'équipe colombienne GW Shimano active entre 2006 et 2019.

## Histoire de l'équipe
L'équipe colombienne Glacial-Selle Italia est fondée en 1996. Elle est le prolongement de l'équipe Gaseosas Glacial, créée en 1992, et a pour principal co-sponsor Selle Italia, auparavant partenaire de l'équipe ZG Mobili, dont est également issu le dirigeant de l'équipe Gianni Savio. En 1997 et 1998, Kross devient le sponsor principal, avant un retour de Selle Italia qui reste partenaire de l'équipe jusqu'en 2007. Cette année-là, bien qu'étant basée en Italie et ne comprenant qu'un coureur vénézuélien, l'équipe est enregistrée comme vénézuélienne. En 2010, Androni Giocattoli devient le sponsor principal. Le propriétaire de l'entreprise est Mario Androni, un fabricant de jouets passionné de vélo. Alors qu'elle est invitée par ASO sur Paris-Roubaix, aucun coureur de l'équipe ne franchit la ligne d'arrivée, ce qui n'était plus arrivé à une équipe depuis 1963[réf. nécessaire].
En 2015, l'équipe change de nom et devient Androni Giocattoli puis Androni Giocattoli-Sidermec au cours de l'année. En 2016, l'équipe n'est pas invitée au Tour d'Italie, pour la première fois depuis 2007. À nouveau non retenue lors de la 100e édition en 2017, l'équipe fait part de sa déception et la considère comme une « grande injustice qui met en danger la pérennité de l'équipe ». Le sponsor de l'équipe, Mario Androni, annonce le même jour qu'il se retire à la fin de l'année. En mars, Gianni Savio est suspendu trois mois dans l'affaire « paga per correre » (payer pour courir). Finalement l'équipe continue en 2018, avec le sponsoring d'Androni.
En 2022, avec l'arrivée de Drone Hopper (une société d'ingénierie aéronautique basée en Espagne) comme nouveau sponsor, l'équipe est renommée Drone Hopper-Androni Giocattoli.
En 2023, l'équipe est renommée GW Shimano-Sidermec et devient colombienne. Elle évolue avec une licence d'équipe continentale. L'année suivante, Gianni Savio et le sponsor Sidermec quittent la structure qui est renommée GW Erco Shimano en 2024 et est composée uniquement de coureur colombien.

## L'équipe et le dopage
Toute l'équipe est contrôlée lors de la 11e étape du Tour d'Italie 1997. Trois de ses coureurs, Marco Gili, Roberto Moretti et Vladimir Poulnikov ont des niveaux d'hématocrite supérieurs à 50 % et doivent quitter la course,.
En mars 2001, le médecin de l'équipe Alberto Beltrán est arrêté près de Modène, en Italie. La police a découvert des substances interdites dans le véhicule qu'il conduisait. Il est renvoyé de l'équipe peu de temps après. Après l'arrestation de Beltrán, les autorités italiennes ont enquêté sur d'autres personnes de l'équipe, fouillant leurs maisons. Le coureur José Jaime Gonzalez Pico est licencié après que des produits dopants aient été trouvés dans sa chambre d'hôtel
Uberlino Mesa a retourné un niveau d'hématocrite élevé avant le Tour d'Italie 2004 et il ne peut prendre le départ de la course. Il est suspendu quinze jours. C'est également le cas de Raffaele Illiano lors du Tour de Vénétie disputé en août de la même année.
En 2005, Luca De Angeli est contrôlé positif à l'EPO lors de la Semaine internationale Coppi et Bartali au mois de mars. Renvoyé par son équipe Colombia-Selle Italia, ce contrôle marque la fin de sa carrière. En 2011, il accuse son ancien manager Gianni Savio de lui avoir procuré à plusieurs reprises des substances interdites, dont de l'EPO,. Cependant les informations sont jugées peu fiables et aucune accusation n'a abouti.
Le 17 juin 2009, Francesco De Bonis est suspendu par l'équipe à la suite de la demande d'ouverture d'une procédure disciplinaire à son encontre sur la base du passeport biologique. En outre, il fait l'objet d'un contrôle antidopage positif à l'EPO CERA durant le Tour d'Italie, dont le résultat est annoncé en octobre. Le tribunal national antidopage du Comité olympique national italien (CONI) prononce à son encontre une suspension de deux ans et une amende de 13 000 euros. Un recours formulé auprès du tribunal arbitral du sport est rejeté en 2011. Il est le premier sportif sanctionné sur la base du passeport biologique.
Massimo Giunti est contrôlé positif à l'EPO en mars 2010 et suspendu deux ans.
Leonardo Bertagnolli est suspendu le 27 juin 2012 par l'Union cycliste internationale pour des paramètres anormaux dans son passeport biologique en 2008 et 2009. Le coureur prend immédiatement sa retraite et est suspendu 17 mois, soit la moitié du tarif requis à la suite de sa coopération avec les autorités.
En décembre 2012, le tribunal du Comité national olympique italien (CONI) annonce une condamnation à une suspension de trois mois de Michele Scarponi ainsi que 10 000 euros d'amende pour avoir travaillé avec le médecin italien Michele Ferrari, ce que le CONI a interdit aux sportifs italiens en raison de l'implication du médecin dans plusieurs affaires de dopage. La suspension débute au 1er octobre 2012.
En février 2013, Francesco Reda refuse de subir un contrôle antidopage et est suspendu deux ans. Sa durée de suspension est réduite (jusqu'en septembre 2014) après qu'il a témoigné devant la Commission indépendante de réforme du cyclisme.
Le 5 juin 2014, Patrick Facchini obtient un résultat d'analyse anormal au tuaminoheptane et est donc suspendu pour dix mois.
Le 30 juin 2015, Davide Appollonio est contrôlé positif l'EPO et est suspendu quatre ans. Le 27 juillet 2015, Fabio Taborre, lors d'un contrôle hors-compétition, est déclaré positif au FG-4592, un produit favorisant la production d'EPO par le corps humain. Il est suspendu au mois de juillet. L'équipe est automatiquement suspendue par l'UCI en vertu des nouvelles règles pour une période de 30 jours. Elle est donc privée de compétition pour tout le mois d'août 2015.

## Principales victoires
En gras les courses du World Tour

### Courses d’un jour
- Coppa Agostoni : 2006, 2007 (Alessandro Bertolini), 2012 (Emanuele Sella)
- Tour de Romagne : 2006 (Santo Anzà)
- Tour des Apennins : 2007, 2008 (Alessandro Bertolini), 2012 (Fabio Felline), 2019 (Mattia Cattaneo)
- Trophée Melinda : 2007 (Santo Anzà)
- Tour de Venetie : 2007 (Alessandro Bertolini)
- Coppa Placci : 2007 (Alessandro Bertolini)
- Gran Premio Industria e Commercio Artigianato Carnaghese : 2008 et 2009 (Francesco Ginanni)
- Trois vallées varésines : 2008 (Francesco Ginanni)
- Flèche wallonne : 2009 (Davide Rebellin)
- Trofeo Laigueglia : 2009 et 2010 (Francesco Ginanni)
- Gran Premio dell'Insubria : 2009 (Francesco Ginanni)
- Tour du Frioul : 2011 (José Serpa)
- Grand Prix de l'industrie et de l'artisanat de Larciano : 2011 (Ángel Vicioso)
- Route Adélie : 2012 (Roberto Ferrari), 2013 (Alessandro Malaguti)
- Flèche d'Émeraude : 2012 (Roberto Ferrari)
- Mémorial Marco Pantani : 2012 (Fabio Felline), 2016 (Francesco Gavazzi), 2018 (Davide Ballerini)
- Grand Prix de l'industrie et du commerce de Prato : 2012 (Emanuele Sella), 2013 (Gianfranco Zilioli)
- Tour de Toscane : 2013 (Mattia Gavazzi)
- Trophée Matteotti : 2018 (Davide Ballerini)
- Tro Bro Leon : 2019 (Andrea Vendrame)
- Tour de la province de Reggio de Calabre : 2023 (Jhonatan Restrepo)

### Courses par étapes
- Tour du Faso : 2000 (Mikhaylo Khalilov)
- Tour de Colombie : 2001 (Hernán Buenahora), 2002 (José Castelblanco)
- Tour de Langkawi : 2002 (Hernán Darío Muñoz), 2004 (Freddy González), 2009 et 2012 (José Serpa), 2011 (Jonathan Monsalve)
- Clásico RCN : 2002 et 2003 (José Castelblanco)
- Tour du Sénégal : 2002 (Andris Naudužs), 2004 (Mariano Giallorenzo)
- Tour du Táchira : 2003 (Hernán Darío Muñoz), 2004 et 2005 (José Rujano)
- Tour du Venezuela : 2006 (José Serpa), 2008 (Carlos José Ochoa), 2012 (Miguel Ubeto), 2013 (Carlos José Ochoa), 2018 (Matteo Spreafico)
- Tour du lac Qinghai : 2007 (Gabriele Missaglia)
- Tour de San Luis : 2008 (Carlos José Ochoa)
- Brixia Tour : 2008 (Santo Anzà
- Tirreno-Adriatico : 2009 (Michele Scarponi)
- Tour du Mexique : 2009 (Jackson Rodríguez)
- Semaine cycliste lombarde : 2010 (Michele Scarponi)
- Semaine internationale Coppi et Bartali : 2011 (Emanuele Sella)
- Tour de Chine I : 2016 (Raffaello Bonusi)
- Tour de Chine II : 2016 (Marco Benfatto), 2017 (Kevin Rivera)
- Tour de Bihor : 2016 (Egan Bernal), 2017 (Rodolfo Torres), 2018 (Iván Sosa), 2019 (Daniel Muñoz)
- Tour des Pays de Savoie : 2017 (Egan Bernal)
- Sibiu Cycling Tour : 2017 (Egan Bernal), 2018 (Iván Sosa), 2019 (Kevin Rivera)
- Adriatica Ionica Race : 2018 (Iván Sosa)
- Tour de Burgos : 2018 (Iván Sosa)
- Tour de Hongrie : 2018 (Manuel Belletti)
- Tour de Hainan : 2018 (Fausto Masnada)
- Tour de Savoie Mont-Blanc : 2021 (Alexander Cepeda)
- Tour du Rwanda : 2022 (Natnael Tesfatsion)

### Championnats nationaux
- Championnats d'Australie sur route : 1
  - Course en ligne : 1998 (David McKenzie)
- Championnats de Colombie sur route : 6
  - Course en ligne : 1996 (Celio Roncancio), 1999 (César Goyeneche) et 2002 (Jhon Freddy García)
  - Contre-la-montre : 2000 (Israel Ochoa) et 2005 (Iván Parra)
  - Contre-la-montre espoirs : 2023 (Germán Darío Gómez)
- Championnats de Croatie sur route : 4
  - Course en ligne : 2019 et 2020 (Josip Rumac)
  - Contre-la-montre : 2019 et 2020 (Josip Rumac)
- Championnats d'Équateur sur route : 1
  - Course en ligne : 2021 (Alexander Cepeda)
- Championnats d'Irlande sur route : 1
  - Course en ligne espoirs : 2003 (Dermot Nally)
- Championnats de Roumanie sur route : 3
  - Course en ligne : 2015 (Serghei Țvetcov)
  - Contre-la-montre : 2015 et 2016 (Serghei Țvetcov)
- Championnats de Suisse sur route : 3
  - Course de côte : 2005 (Philippe Schnyder)
  - Contre-la-montre : 2009 et 2010 (Rubens Bertogliati)
- Championnats d'Ukraine sur route : 1
  - Course en ligne : 2021 (Andrii Ponomar)
- Championnats du Venezuela sur route : 4
  - Contre-la-montre : 2012 (Tomás Gil), 2014 (Carlos Gálviz) et 2015 (Yonder Godoy)
  - Contre-la-montre espoirs : 2015 (Yonder Godoy)
- Championnats de Yougoslavie sur route : 1
  - Contre-la-montre : 1997 (Mikoš Rnjaković)

## Résultats sur les grands tours
- Tour d'Italie
  - 21 participations (1996, 2000, 2001, 2002, 2003, 2004, 2005, 2006, 2008, 2009, 2010, 2011, 2012, 2013, 2014, 2015, 2018, 2019, 2020, 2021, 2022)
  - 14 victoires d'étapes :
    - 1 en 2001 : Carlos Alberto Contreras
    - 3 en 2005 : Iván Parra (2), José Rujano
    - 1 en 2008 : Alessandro Bertolini
    - 2 en 2009 : Michele Scarponi (2), Leonardo Bertagnolli[35]
    - 1 en 2010 : Michele Scarponi
    - 3 en 2011 : Ángel Vicioso, José Rujano (2)
    - 2 en 2012 : Miguel Ángel Rubiano, Roberto Ferrari
    - 1 en 2019 : Fausto Masnada

  - Meilleur classement final : 3e en 2005 (José Rujano)
  - 13 classements annexes :
    - Grand Prix de la montagne : Freddy González en 2001 et 2003, José Rujano en 2005
    - Prix de la combativité : Freddy González en 2003, José Rujano en 2005, Davide Ballerini en 2018 et Fausto Masnada en 2019
    - Classement intergiro : Raffaele Illiano en 2004
    - Classement Azzurri d'Italia : José Rujano en 2011
    - Classement Fuga : Marco Bandiera en 2015, Marco Frapporti en 2018, Mattia Bais en 2020 et Simon Pellaud en 2021

## Classements UCI
De 1996 à 1998, l'équipe est classée parmi les Groupes Sportifs I, la première catégorie des équipes cyclistes professionnelles. Puis, elle fait partie des équipes GSII jusqu'en 2004. Les classements détaillés ci-dessous pour cette période sont ceux de l'équipe en fin de saison.
| Saison | Classement par équipes | Meilleur coureur au classement individuel |
| ------ | ---------------------- | ----------------------------------------- |
| 1996   | 28e                    | Celio Roncancio (194e)                    |
| 1997   | 41e                    | Vassili Davidenko (314e)                  |
| 1998   | 34e                    | Romāns Vainšteins (133e)                  |
| 1999   | 26e (GSII)             | Marco Vergnani (332e)                     |
| 2000   | 12e (GSII)             | Hernán Buenahora (195e)                   |
| 2001   | 12e (GSII)             | Freddy González (132e)                    |
| 2002   | 15e (GSII)             | José Castelblanco (238e)                  |
| 2003   | 13e (GSII)             | Freddy González (311e)                    |
| 2004   | 15e (GSII)             | Freddy González (252e)                    |

En 2009, le classement du ProTour est supprimé et remplacé par le Classement mondial UCI. Celui-ci compile les points acquis lors d'épreuves du Calendrier mondial UCI et intègre les équipes continentales professionnelles, ce qui n'était pas le cas du classement du ProTour.
| Saison | Classement par équipes | Meilleur coureur au classement individuel |
| ------ | ---------------------- | ----------------------------------------- |
| 2009   | 14e                    | Michele Scarponi (34e)                    |
| 2010   | 17e                    | Michele Scarponi (11e)                    |

Depuis 2005, l'équipe participe aux circuits continentaux et en particulier l'UCI America Tour, l'UCI Asia Tour et l'UCI Europe Tour. Le tableau ci-dessous présente les classements de l'équipe sur ces circuits, ainsi que son meilleur coureur au classement individuel.
UCI Africa Tour
| UCI Africa Tour | UCI Africa Tour        | UCI Africa Tour                           | UCI Africa Tour |
| Année           | Classement par équipes | Meilleur coureur au classement individuel |                 |
| --------------- | ---------------------- | ----------------------------------------- | --------------- |
| 2021            | -                      | Natnael Tesfatsion (14e)                  |                 |
| 2022            | -                      | Natnael Tesfatsion (3e)                   |                 |
|                 |                        |                                           |                 |
| Source : UCI    |                        |                                           |                 |

UCI America Tour
| UCI America Tour | UCI America Tour       | UCI America Tour                          | UCI America Tour |
| Année            | Classement par équipes | Meilleur coureur au classement individuel |                  |
| ---------------- | ---------------------- | ----------------------------------------- | ---------------- |
| 2005             | 2e                     | Edgardo Simón (1er)                       |                  |
| 2006             | 1er                    | José Serpa (1er)                          |                  |
| 2007             | 6e                     | Anthony Brea (9e)                         |                  |
| 2008             | 6e                     | Carlos José Ochoa (4e)                    |                  |
| 2009             | 1er                    | José Serpa (5e)                           |                  |
| 2010             | 4e                     | José Serpa (25e)                          |                  |
| 2011             | 8e                     | José Serpa (14e)                          |                  |
| 2012             | 6e                     | Miguel Ubeto (3e)                         |                  |
| 2013             | 10e                    | Carlos José Ochoa (24e)                   |                  |
| 2014             | 11e                    | Carlos Gálviz (9e)                        |                  |
| 2015             | 20e                    | Carlos Gálviz (100e)                      |                  |
| 2016             | 30e                    | Rodolfo Torres (114e)                     |                  |
| 2017             | 17e                    | Rodolfo Torres (30e)                      |                  |
| 2018             | 15e                    | Rodolfo Torres (73e)                      |                  |
| 2019             | -                      | Kevin Rivera (26e)                        |                  |
| 2020             | -                      | Miguel Flórez (15e)                       |                  |
| 2021             | -                      | Jhonatan Restrepo (13e)                   |                  |
| 2022             | -                      | Eduardo Sepúlveda (19e)                   |                  |
| 2023             | 7e                     | Jhonatan Restrepo (55e)                   |                  |
| 2024             | 5e                     | Alejandro Osorio (53e)                    |                  |
|                  |                        |                                           |                  |
| Source : UCI     |                        |                                           |                  |

UCI Asia Tour
| UCI Asia Tour | UCI Asia Tour          | UCI Asia Tour                             | UCI Asia Tour |
| Année         | Classement par équipes | Meilleur coureur au classement individuel |               |
| ------------- | ---------------------- | ----------------------------------------- | ------------- |
| 2005          | 14e                    | José Rujano (16e)                         |               |
| 2006          | 9e                     | José Serpa (28e)                          |               |
| 2007          | 3e                     | Gabriele Missaglia (6e)                   |               |
| 2008          | 6e                     | Ruslan Ivanov (11e)                       |               |
| 2009          | 4e                     | Mattia Gavazzi (12e)                      |               |
| 2011          | 12e                    | Yonathan Monsalve (11e)                   |               |
| 2012          | 7e                     | José Serpa (7e)                           |               |
| 2013          | 58e                    | Jackson Rodríguez (258e)                  |               |
| 2014          | 46e                    | Kenny van Hummel (82e)                    |               |
| 2015          | 74e                    | Francesco Chicchi (275e)                  |               |
| 2016          | 18e                    | Marco Benfatto (23e)                      |               |
| 2017          | 9e                     | Kevin Rivera (41e)                        |               |
| 2018          | 32e                    | Matteo Spreafico (223e)                   |               |
|               |                        |                                           |               |
| Source : UCI  |                        |                                           |               |

UCI Europe Tour
| UCI Europe Tour | UCI Europe Tour        | UCI Europe Tour                           | UCI Europe Tour |
| Année           | Classement par équipes | Meilleur coureur au classement individuel |                 |
| --------------- | ---------------------- | ----------------------------------------- | --------------- |
| 2005            | 63e                    | Simone Bruson (299e)                      |                 |
| 2006            | 19e                    | Santo Anzà (15e)                          |                 |
| 2007            | 12e                    | Alessandro Bertolini (1er)                |                 |
| 2008            | 8e                     | Francesco Ginanni (8e)                    |                 |
| 2009            | 7e                     | Francesco Ginanni (17e)                   |                 |
| 2010            | 6e                     | Michele Scarponi (13e)                    |                 |
| 2011            | 9e                     | Emanuele Sella (12e)                      |                 |
| 2012            | 4e                     | Franco Pellizotti (15e)                   |                 |
| 2013            | 4e                     | Franco Pellizotti (23e)                   |                 |
| 2014            | 21e                    | Kenny van Hummel (94e)                    |                 |
| 2015            | 34e                    | Oscar Gatto (116e)                        |                 |
| 2016            | 8e                     | Francesco Gavazzi (9e)                    |                 |
| 2017            | 3e                     | Egan Bernal (5e)                          |                 |
| 2018            | 3e                     | Iván Sosa (11e)                           |                 |
| 2019            | 6e                     | Andrea Vendrame (67e)                     |                 |
| 2020            | 9e                     | Josip Rumac (188e)                        |                 |
| 2021            | 8e                     | Simon Pellaud (324e)                      |                 |
| 2022            | 9e                     | Eduard-Michael Grosu (598e)               |                 |
|                 |                        |                                           |                 |
| Source : UCI    |                        |                                           |                 |

UCI Oceania Tour
| UCI Oceania Tour | UCI Oceania Tour       | UCI Oceania Tour                          | UCI Oceania Tour |
| Année            | Classement par équipes | Meilleur coureur au classement individuel |                  |
| ---------------- | ---------------------- | ----------------------------------------- | ---------------- |
| 2005             | 11e                    | Russell Van Hout (20e)                    |                  |
| 2015             | 11e                    | Franco Pellizotti (25e)                   |                  |
|                  |                        |                                           |                  |
| Source : UCI     |                        |                                           |                  |

Depuis 2016, l'équipe est également classée au Classement mondial UCI qui prend en compte toutes les épreuves UCI et concerne toutes les équipes UCI.
| Classement mondial | Classement mondial     | Classement mondial                        | Classement mondial |
| Année              | Classement par équipes | Meilleur coureur au classement individuel |                    |
| ------------------ | ---------------------- | ----------------------------------------- | ------------------ |
| 2016               | -                      | Francesco Gavazzi (56e)                   |                    |
| 2017               | -                      | Egan Bernal (60e)                         |                    |
| 2018               | -                      | Iván Sosa (93e)                           |                    |
| 2019               | 24e                    | Andrea Vendrame (81e)                     |                    |
| 2020               | 29e                    | Miguel Flórez (204e)                      |                    |
| 2021               | 27e                    | Jhonatan Restrepo (182e)                  |                    |
| 2022               | 28e                    | Natnael Tesfatsion (111e)                 |                    |
| 2023               | 86e                    | Jhonatan Restrepo (612e)                  |                    |
| 2024               | 78e                    | Alejandro Osorio (540e)                   |                    |
|                    |                        |                                           |                    |
| Source : UCI       |                        |                                           |                    |

## Drone Hopper-Androni Giocattoli en 2022
| Cycliste               | Date de naissance | Nationalité | Équipe 2021                                                         |
| ---------------------- | ----------------- | ----------- | ------------------------------------------------------------------- |
| Juan Diego Alba        | 11/09/1997        | Colombie    | Movistar Team                                                       |
| Mattia Bais            | 19/10/1996        | Italie      | Androni Giocattoli-Sidermec                                         |
| Gabriele Benedetti     | 09/06/2000        | Italie      | Zalf Euromobil Fior                                                 |
| Alessandro Bisolti     | 07/03/1985        | Italie      | Androni Giocattoli-Sidermec                                         |
| Alexander Cepeda       | 16/06/1998        | Équateur    | Androni Giocattoli-Sidermec                                         |
| Luca Chirico           | 16/07/1992        | Italie      | Androni Giocattoli-Sidermec                                         |
| Eduard-Michael Grosu   | 04/09/1992        | Roumanie    | Delko                                                               |
| Trym Westgaard Holther | 09/07/2003        | Norvège     | Néo-professionnel                                                   |
| Leonardo Marchiori     | 13/06/1998        | Italie      | Androni Giocattoli-Sidermec                                         |
| Umberto Marengo        | 21/07/1992        | Italie      | Bardiani CSF Faizanè                                                |
| Didier Merchán         | 26/07/1999        | Colombie    | Colombia Tierra de Atletas-GW Bicicletas                            |
| Daniel Muñoz           | 21/11/1996        | Colombie    | Androni Giocattoli-Sidermec                                         |
| Andrea Piccolo         | 23/03/2001        | Italie      | Gazprom-RusVelo (2022)                                              |
| Andrii Ponomar         | 05/09/2002        | Ukraine     | Androni Giocattoli-Sidermec                                         |
| Simone Ravanelli       | 04/07/1995        | Italie      | Androni Giocattoli-Sidermec                                         |
| Jhonatan Restrepo      | 28/11/1994        | Colombie    | Androni Giocattoli-Sidermec                                         |
| Brandon Rojas          | 02/07/2002        | Colombie    | Néo-professionnel (Colombia Tierra de Atletas-GW Bicicletas sub-23) |
| Eduardo Sepúlveda      | 13/06/1991        | Argentine   | Androni Giocattoli-Sidermec                                         |
| Filippo Tagliani       | 14/08/1995        | Italie      | Androni Giocattoli-Sidermec                                         |
| Natnael Tesfatsion     | 23/05/1999        | Érythrée    | Androni Giocattoli-Sidermec                                         |
| Santiago Umba          | 20/11/2002        | Colombie    | Androni Giocattoli-Sidermec                                         |
| Martí Vigo             | 22/12/1997        | Espagne     | Androni Giocattoli-Sidermec                                         |
| Edoardo Zardini        | 02/11/1989        | Italie      | Vini Zabù                                                           |
| Ricardo Zurita         | 10/11/2000        | Espagne     | Néo-professionnel (Gsport-Velofutur)                                |

## Saisons précédentes
| - Androni Giocattoli-Serramenti PVC Diquigiovanni en 2010 - Androni Giocattoli-CIPI en 2011 - Androni Giocattoli-Venezuela en 2012 - Androni Giocattoli-Venezuela en 2013 - Androni Giocattoli-Venezuela en 2014 | - Androni Giocattoli-Sidermec en 2015 - Androni Giocattoli-Sidermec en 2016 - Androni Giocattoli en 2017 - Androni Giocattoli-Sidermec en 2018 - Androni Giocattoli-Sidermec en 2019 |